# 이케자와 하루나
이케자와 하루나(일본어: 池澤 春菜, 1975년 12월 15일 ~ )는 일본의 성우이다. 아크로스 엔터테인먼트 소속(1994년부터 2002년까지 81 프로듀스 소속, 2013년까지 오스카 프로덕션 소속).

## 약력
- 아쿠타가와 상을 수상한 소설가 이케자와 나츠키(池澤 夏樹)의 딸.
- 그리스 아테네에서 태어나 학생시절 이탈리아, 태국에서 유학하는 등 국제 경험이 풍부하다.
- 프랑스어에 능통하여 NHK '프랑스어 회화' 코너에 1년간 출연하기도 했고, 마리아님이 보고 계셔에 출연시에는 동료 성우들에게 극중 나오는 프랑스어 낱말을 가르쳐주기도 했다.
- 친한 성우는 미나구치 유코, 히카미 쿄코, 쿠와시마 호코, 유카나, 이와오 준코 등.
- 2006년 유카나와 함께 유카나*하루나(ゆかな＊はるな)를 결성하여 활동중.
- 상당한 독서가. 초등학교 재학 중에는 학교 도서관의 책을 다 읽었다는 이유로 전학하고 싶다고 부모님께 졸랐을 정도. (부모님께서 그것은 전학갈 이유가 되지 않는다고 말리셨다고 한다. -마리아님이 보고 계셔 드라마 <<도서관의 책>> 토크 파트 중에서)

## 출연작

### TV 애니메이션
1990년대
- 외계소년 위제트 (조연 다수)
- 보거스는 내 친구 (조연 다수)

1996년
- 폭주형제 렛츠&고!! (세이바 고)

1997년
- 폭주형제 렛츠&고!! WGP (세이바 고)
- 소년탐정 김전일 (킨다이치 후미)
- 초광속 그랜돌 (하루나)

1998년
- 폭주형제 렛츠&고!! MAX (오오가미 마리나, 세이바 고)
- 초기동전설 다이나기가 (센자키 나나)

1999년
- 레스톨 특수 구조대 (펑키)

2000년
- 다!다!다! (하나코마치 크리스틴)
- 은장기공 오디안 (넬 마크마하우젠)

2001년
- 슈퍼갤즈 (야마자키 미유)

2004년
- 개구리 중사 케로로 (니시자와 모모카)
- 빛의 전사 프리큐어 (포룬)
- 마리아님이 보고 계셔 (시마즈 요시노)
- 마리아님이 보고 계셔 ~봄~ (시마즈 요시노)

2006년
- 해피 럭키 깜짝맨 (십자가 천사)

2007년
- 키미키스 pure rouge (미즈사와 마오)

2009년
- 마리아님이 보고 계셔 4th 시즌 (시마즈 요시노)

2012년
- 원피스 (케이미)

### OVA
2003년
- 메모리즈 오프 2nd(미나미 츠바메)

2005년
- The King of Fighters:Another Day(아사미야 아테나)

2007년
- 마리아님이 보고 계셔 3rd (시마즈 요시노)

### 게임
1996년
- 루나 실버스타 스토리 (제시카 알카크)

1997년
- 용기전승 2 (로렌 페루루)

1998년
- The King of Fighters 98 (아사미야 아테나)

1999년
- The King of Fighters 99 (아사미야 아테나)
- 아크 더 래드3(마시아)
- 미소녀 닌자 모험기2~충푼의 장~ (이요)
- 유구환상곡3 Perpetual Blue (바시아 듀셀)

2000년
- The King of Fighters 2000 (아사미야 아테나, 코스플레이어 쿄코, 폭시)

2001년
- The King of Fighters 2001 (아사미야 아테나, 폭시)
- CAPCOM VS. SNK 2 MILLIONAIRE FIGHTING 2001 (아사미야 아테나)
- 메모리즈 오프 2nd (미나미 츠바메)
- 오카에릿! ~저녁노을빛 사랑이야기~ (히메카미 미오)

2002년
- The King of Fighters 2002 (아사미야 아테나)

2003년
- SNOW (게임) (기타자토 시구레, 용신)
- The King of Fighters 2003 (아사미야 아테나)

2004년
- The King of Fighters NEOWAVE (아사미야 아테나)
- The King of Fighters MAXIMUM IMPACT (아사미야 아테나)

2005년
- The King of Fighters XI (아사미야 아테나)
- The King of Fighters MAXIMUM IMPACT MANIAX (아사미야 아테나)

2006년
- The King of Fighters MAXIMUM IMPACT 2 (아사미야 아테나)
- 키미키스 (미즈사와 마오)

2007년
- The King of Fighters MAXIMUM IMPACT REGULATION "A" (아사미야 아테나)

### 실사
- 보이스럿거 (보이스럿거 핑크)

### 드라마CD
- 마리아님이 보고 계셔 시리즈 (시마즈 요시노)
- 반짝반짝 은하마을상점가 (사토)
- 코스모스의 하늘에 (사쿠마 하루히)
- SNOW (게임) (기타자토 시구레, 용신)

### 앨범
1. Sweetie (1995년 12월 16일, 소니 뮤직 엔터테인먼트)
2. chocolat~쇼콜라(ショコラ)~ (2000년 3월 23일, 소니 뮤직 엔터테인먼트)
3. caramel (2001년 6월 6일, 소니 뮤직 엔터테인먼트)

- 히카미 쿄코와 공동(드라마, 대담, 노래 등 수록)

1. pourquoi?∼푸르쿠와(ぷるくわ)∼ (1998년 7월 18일, 소니 뮤직 엔터테인먼트)
2. q'est-ce quec'est?∼케스쿠세(けすくせ)∼ (1998년 9월 19일, 소니 뮤직 엔터테인먼트)
3. Poe et Moe/foie gras∼푸와그라(ふぉあぐら)∼ (1999년 2월 27일, 소니 뮤직 엔터테인먼트)